# Taleggio (Lombardei)
Taleggio ist eine italienische Gemeinde (comune) mit 521 Einwohnern (Stand 31. Dezember 2023) in der Provinz Bergamo in der Lombardei. 

## Geographie
Die Gemeinde liegt am westlichen Rand der Bergamasker Alpen im gleichnamigen Tal und etwa 37 Kilometer nördlich von Bergamo. Der Verwaltungssitz der Gemeinde liegt in der Ortschaft Sottochiesa.
Die übrigen Fraktionen der Gemeinde sind Olda, Peghera und Pizzino.
Der gleichnamige Käse kommt aus dieser Gegend.

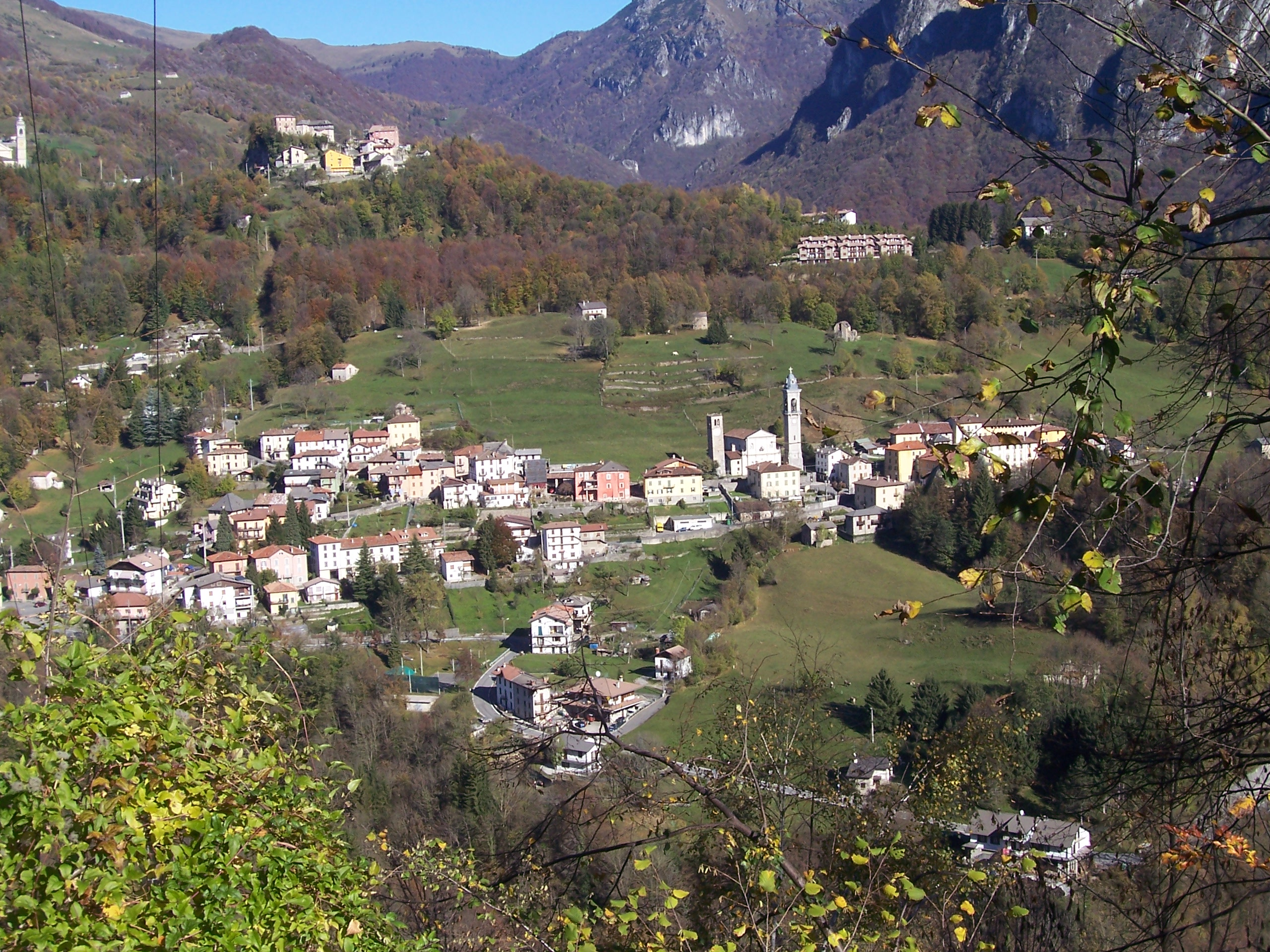
Panorama von Sottochiesa und Pizzino
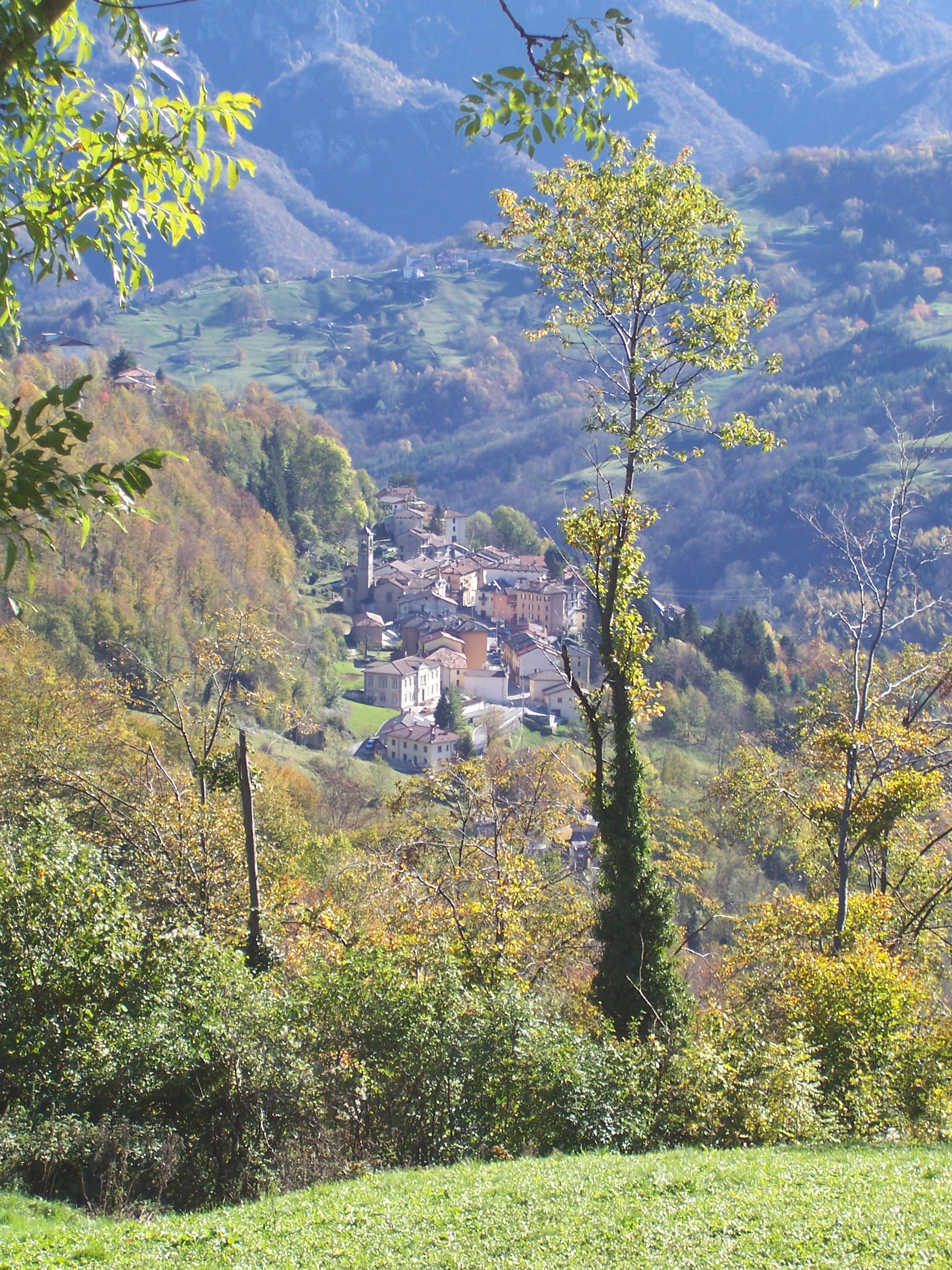
Panorama der Ortschaft Olda
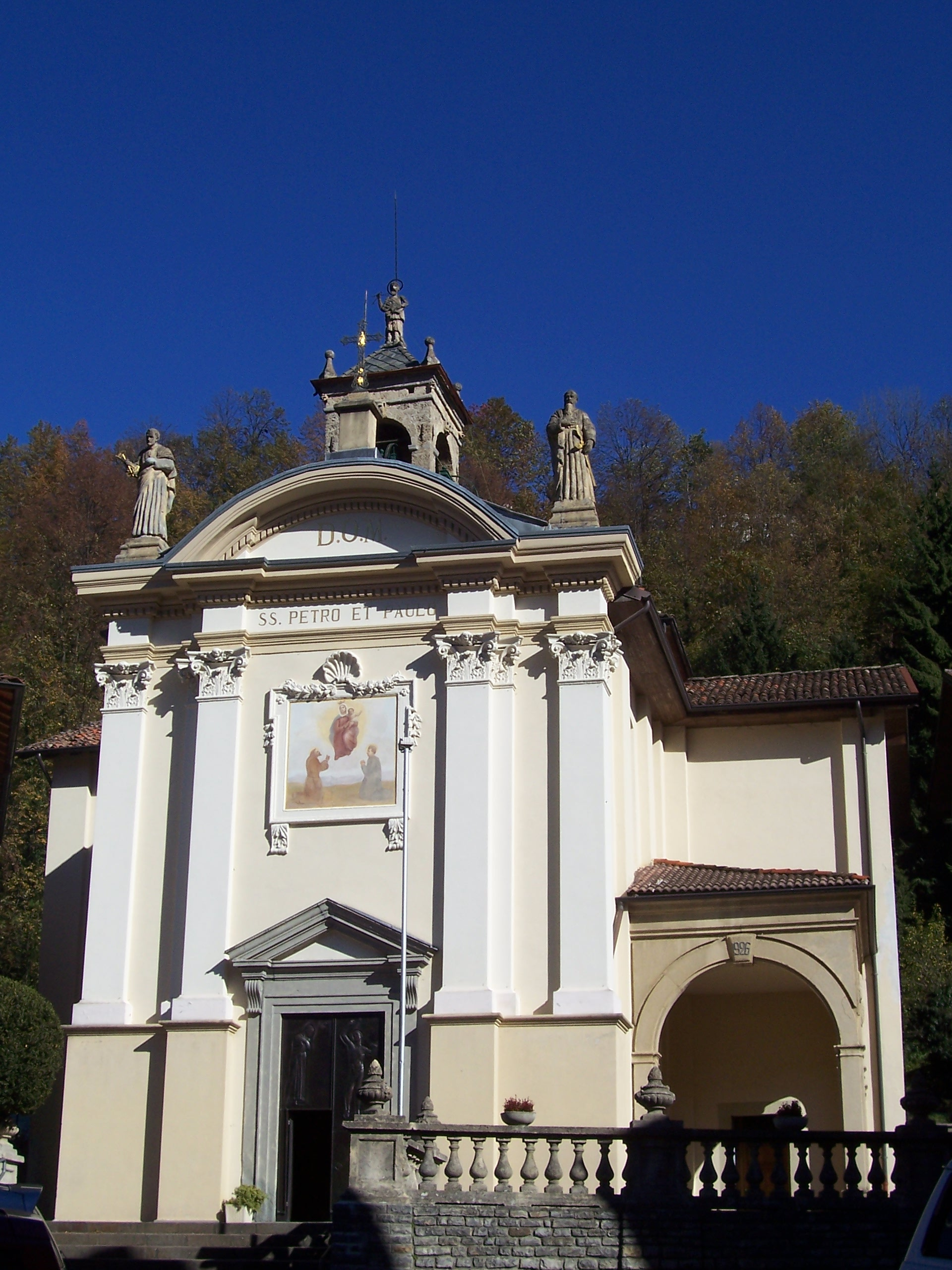
Kirche San Pietro e Paolo in Olda
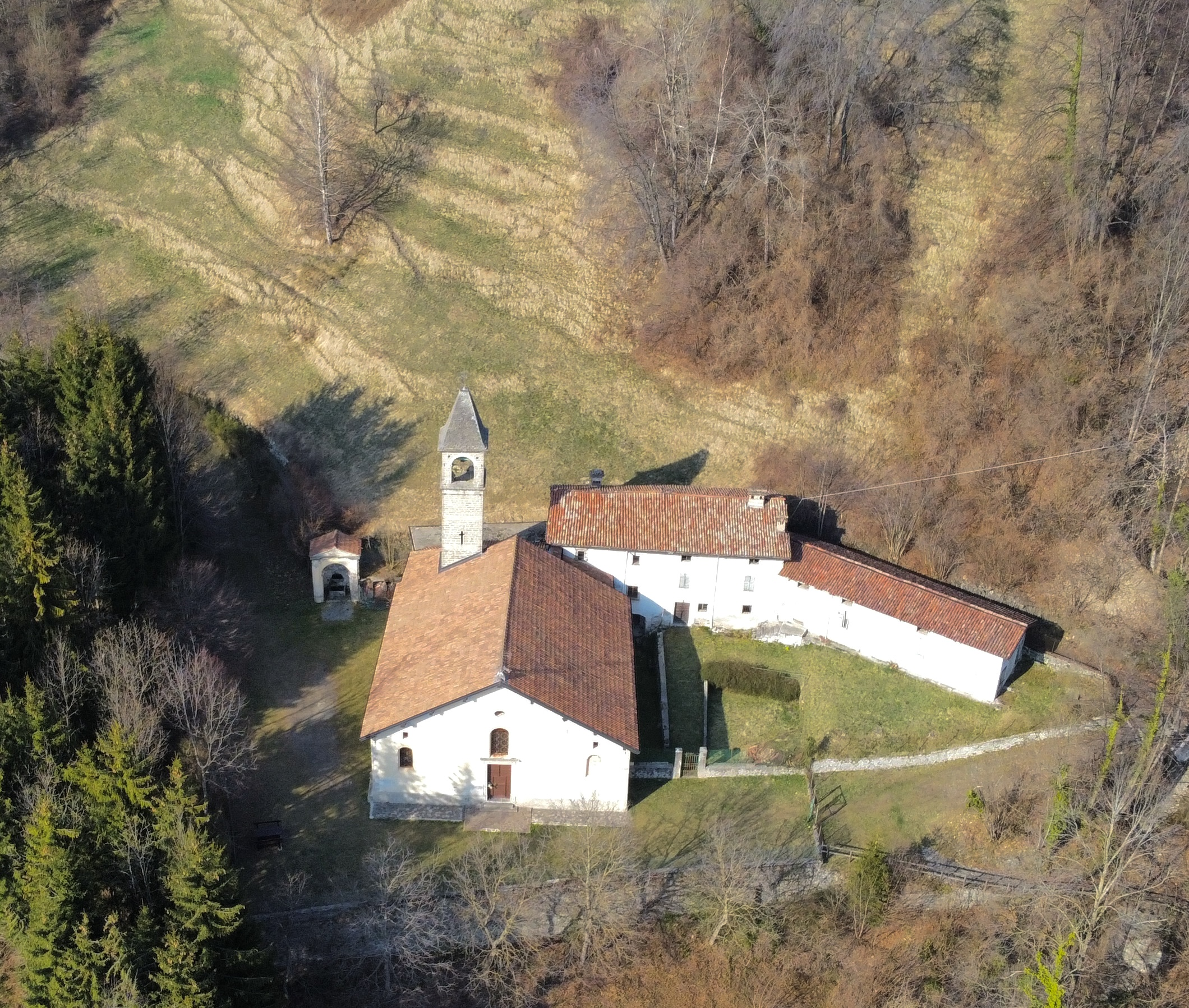
Madonna di Salzana
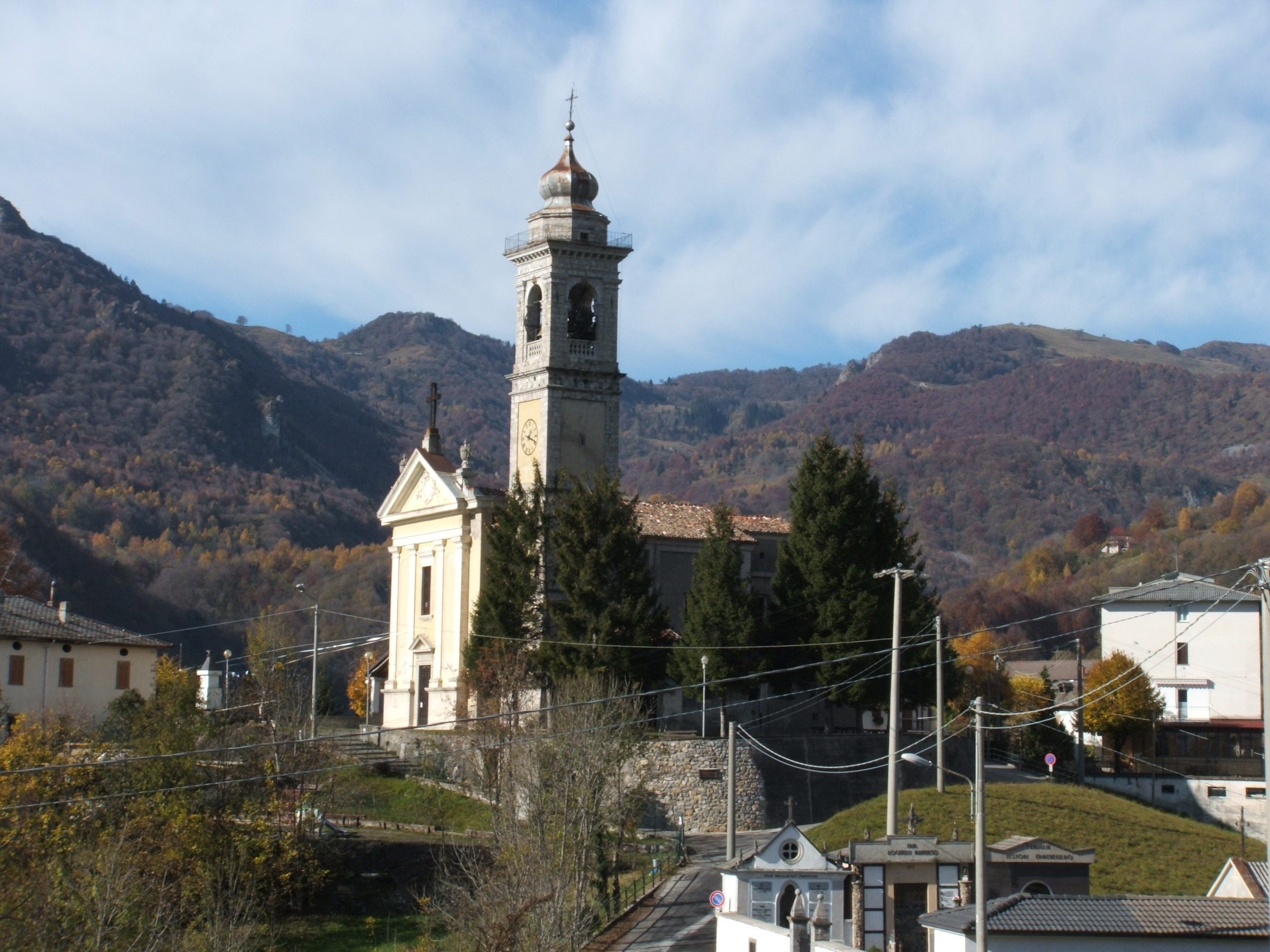
Kirche von Pizzino